# Бартува
Бартува (на литовски: Bartuva) или Барта (на латвийски: Bārta) е балтийска река, която тече в Литва и Латвия.
Бартува извира на около 3 km северно от езерото Плателяй, което от своя страна се намира в близост до град Плунге. След като минава Плунге реката продължава в посока северозапад, минавайки близо до град Скуодас преди окончателно да навлезе на територията на Латвия. Бартува се влива в езерото Лиепая, което се намира близо до едноименния латвийски град. От своя страна езерото се оттича в Балтийско море. 
Общата дължина на реката е 103 km, като 56 km са в Литва и 47 km - Латвия. Общата площ на водосборния басейн е 2016 km², като 980 km² са в Литва и 1036 km² – в Латвия. Средният дебит на реката е 11,1 m³/s. В горното течение на Бартува долината ѝ е дълбока и тясна, докато в долното течение постепенно става плитка и широка.

## Притоци
- Ейшкунас
- Ерла
- Луоба
- Апше
- Вартага